# Barão de Itararé
Aparício Fernando de Brinkerhoff Torelly, également connu sous le nom de plume d'Apporelly ou sous le faux titre noble de Barão de Itararé né le 29 janvier 1895 à Rio Grande et mort le 27 novembre 1971 à Rio de Janeiro est un journaliste, écrivain et humoriste brésilien.

## Biographie
Né à Rio Grande (RS) en 1895, il étudie dans un collège jésuite à São Leopoldo et commence ensuite à fréquenter la faculté de médecine[Laquelle ?]. Après avoir quitté ses études, en 1925, il s'installe à Rio de Janeiro, où il écrit pour plusieurs journaux, comme O Globo et A Manhã ; de là commence la publication de pièces humoristiques, brocardant les politiciens de l'époque. En 1926, il fonde son propre journal humoristique, A Manha (Le Gémissement, une assonance ironique sur le précédent A Manhã, qui signifie Le Matin).
Il est un opposant de Getúlio Vargas, qu'il a rencontré pendant ses années scolaires à Porto Alegre, lorsqu'il vivait dans le même internat où résidait Benjamin (en), frère de Vargas.
Pendant la Révolution de 1930, la rumeur se répand que, dans la ville d'Itararé, une bataille aurait lieu entre les troupes fidèles au président Washington Luís et celles de Vargas. La bataille n'a pas lieu et un compromis est trouvé entre les deux groupes. À partir de là, Torelly assume le titre noble autoproclamé de « baron d'Itararé », en souvenir d'une bataille qui n'a jamais eu lieu.
Il est prisonnier en 1935 en raison de ses liens alors illégaux avec le Parti communiste brésilien. En 1947, lorsque le parti revient à la légalité, Torrelly se présente comme conseiller municipal aux élections municipales à Rio de Janeiro.

## Postérité
En 1985, le Grupo Editorial Record (pt) publie un livre intitulé Máximas e Mínimas do Barão de Itararé, une anthologie de textes humoristiques, qui a rapidement atteint quatre éditions.
Dans les temps modernes, son esprit critique influence la création du Centre d'étude des médias alternatifs Barão de Itararé, qui réunit les militants et les mouvements sociaux engagés dans la démocratisation des médias au Brésil.

## Illustrations

Le baron d'Itararé pendant une interview collective.
Le baron d'Itararé, en 1966, avec Manuel Bandeira.